# Doliocarpus kubitzkii
Doliocarpus kubitzkii är en tvåhjärtbladig växtart som beskrevs av G. Aymard C. Doliocarpus kubitzkii ingår i släktet Doliocarpus och familjen Dilleniaceae. Inga underarter finns listade i Catalogue of Life.